# Daniel Pietta
Daniel Pietta, född 9 december 1986 i Krefeld, Nordrhein-Westfalen, är en tysk professionell ishockeyspelare (forward).